# Maria Steczkowska
Maria Steczkowska, właśc. Marianna Konstancja Xawera Steczkowska (ur. 7 września 1832 w Krakowie, zm. 1918 tamże) – jedna z pierwszych kobiet turystek w Tatrach.

## Życiorys
Życiorys Steczkowskiej jest prawie nieznany. Wiadomo, że była córką Jana Kantego Steczkowskiego (1800–1881), profesora matematyki na Uniwersytecie Jagiellońskim w Krakowie w latach 1842–1863. W latach 1854–1864 (a może również i później) przyjeżdżała wraz z rodzicami i siostrą na wakacje letnie do Zakopanego, skąd przedsiębrała liczne wycieczki w Tatry. Chodziła przeważnie utartymi w owych czasach szlakami i zwykle w towarzystwie prowadzonym przez góralskiego przewodnika, którym był najczęściej Jędrzej Wala starszy. Odbyła w ten sposób szereg wędrówek, które po dziś dzień stanowią kanon wycieczek tatrzańskich.
Po śmierci rodziców i rodzeństwa wstąpiła do zakonu wizytek w Krakowie. Przyjęła imię zakonne Rafaela. Obłóczyny odbyły się 24.10.1882 r., a profesja 28.10.1883 r. Należała do Sióstr Stowarzyszonych.
Zmarła w 1918 roku. Pochowana na cmentarzu Rakowickim w Krakowie.

## Działalność turystyczna
W 1855 r. zwiedziła Morskie Oko i Dolinę Kościeliską. W 1856 r. przeszła Dolinę Małej Łąki i wspięła się na Czerwone Wierchy. Odwiedziła też ponownie Morskie Oko i zeszła do Doliny Pięciu Stawów Polskich. Rok później zwiedziła Dolinę Strążyską, Dolinę Gąsienicową i znów Morskie Oko. Odbyła też trzydniową wyprawę na Krywań, wędrując dolinami Wierchcichą i Ciemnosmreczyńską, ale z powodu niepogody nie dotarła na szczyt.
Latem 1864 r. weszła na Wołowiec, a z doliny Pańszczycy wspięła się na Krzyżne (w tej wyprawie wziął udział m.in. ks. Józef Stolarczyk). Zawędrowała również Doliną Białej Wody do Doliny Pięciu Stawów Spiskich. W tym samym 1864 r. poprowadziła (bez góralskiego przewodnika) trzyosobową grupę przyjaciół na Czerwone Wierchy, co pozwala uznać ją za jedną z pierwszych (o ile nie pierwszą w ogóle) samodzielną kobietę-turystkę w Tatrach.

## Publikacje
Steczkowska była autorką wydanej anonimowo książki pt. Obrazki z podróży do Tatrów i Pienin (Kraków 1858, wyd. 2 rozszerzone w 1872). Nie jest to przewodnik (jak sama autorka zaznacza), jednak dla zwiedzających Tatry książka pełniła wówczas taką rolę, zwłaszcza przed rozpowszechnieniem się przewodnika Walerego Eljasza. Opublikowała też (pod kryptonimem „M.S.”) w „Tygodniku Ilustrowanym”  obszerny tekst pt. Wycieczka na Babią górę (seria 2, 1869, t. 3, numery 75, 76 i 78), w którym opisała własną wycieczkę z 1855 r. Obie te publikacje, tatrzańska i babiogórska, bogate w obserwacje krajoznawcze, zwłaszcza etnograficzne, są źródłem różnorodnych wiadomości o zwiedzanych przez nią okolicach.